# Gare de Chikugo-Funagoya
La gare de Chikugo-Funagoya (筑後船小屋駅, Chikugo-Funagoya-eki) est une gare ferroviaire de la ville de Chikugo, dans la préfecture de Fukuoka, au Japon. La gare est exploitée par la compagnie JR Kyushu.

## Situation ferroviaire
La gare de Chikugo-Funagoya est située au point kilométrique (PK) 47,9 de la ligne Shinkansen Kyūshū et au PK 129,7 de la ligne principale Kagoshima.

## Histoire
La gare a été inaugurée le 20 juillet 1928 sous le nom de gare de Funagoya (船小屋駅). Elle a été reconstruite et renommée pour l'arrivée de la ligne Shinkansen Kyūshū le 12 mars 2011.

## Service des voyageurs

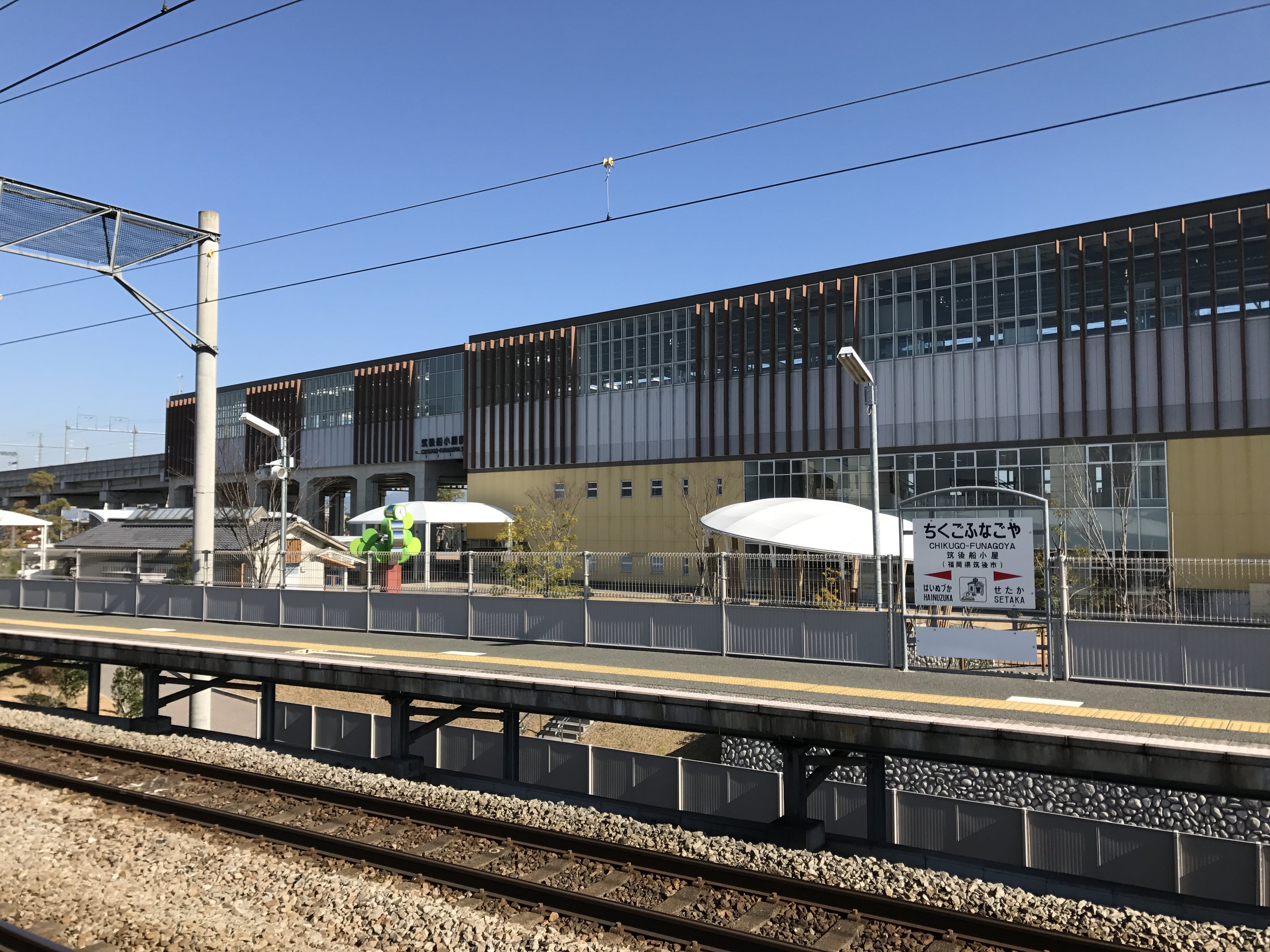
Vue des quais avec la gare Shinkansen en arrière-plan.

### Accueil
La gare dispose d'un bâtiment voyageurs ouvert tous les jours, avec des guichets et des automates pour l'achat de titres de transport.

### Desserte
- Ligne principale Kagoshima :
  - voie 1 : direction Ōmuta et Kumamoto
  - voie 2 : direction Kurume et Hakata
- Ligne Shinkansen Kyūshū
  - voie 11 : direction Hakata et Shin-Osaka
  - voies 12 et 13 : direction Kumamoto et Kagoshima-Chūō